# BAP Carrasco (BOP-171)
BAP Carrasco (BOP-171) - Полярне океанографічне дослідницьке судно. Побудовано іспанською суднобудівною компанією «Construcciones Navales P Freire» для Військово-морськіх сил Перу.

## Будівництво
Контракт на будівництво океанографічного дослідного судна (Buque Oceanografico Polar - BOP) був підписаний 12 грудня 2014 року в Лімі між Міністерством оборони Перу і іспанської верф'ю «Пауліно Фрейре» (Paulino Freire Inc.). Вартість контракту склала 79,2 млн євро (97,3 млн доларів). Програма буде реалізована в рамках «Проекту державних інвестицій в будівництво військового флоту Перу». Будівництво судна було розпочато в березні 2015 року. Спущено на воду 7 травня 2016 року у верфі в Віго, Галісія, Іспанія. На церемонії був присутній президент Перу Ольянта Умала. Нове судно отримало найменування «Карраско» ( «Carrasco»). За повідомленням від 21 грудня 2016 року ВМС Перу приступили до приймання судна. 22 березня на верфі в Віго відбулася церемонія передачі судна замовнику, а також введення в експлуатацію. Судно з Віго попрямувало до Кальяо, де знаходиться головна військово-морська база Перу. 3 травня прибуло в Кальяо, де відбулася церемонія введення до складу ВМФ Перу. На церемонії був присутній президент Перу Педро Пабло Кучинський.

## Призначення
Судно призначене для виконання океанографічної науково-дослідницької діяльності в перуанських водах в галузі гідрографії, біології, геології, океанології, геофізики, метеорології, а також допоможе Перу зміцнити свої наукові можливості для дослідження в Антарктиці.
На додаток до науково-дослідним місіям, судно також може бути використано в рятувальних, гуманітарних операціях, а також для виконання матеріально-технічного забезпечення.

## Обладнання

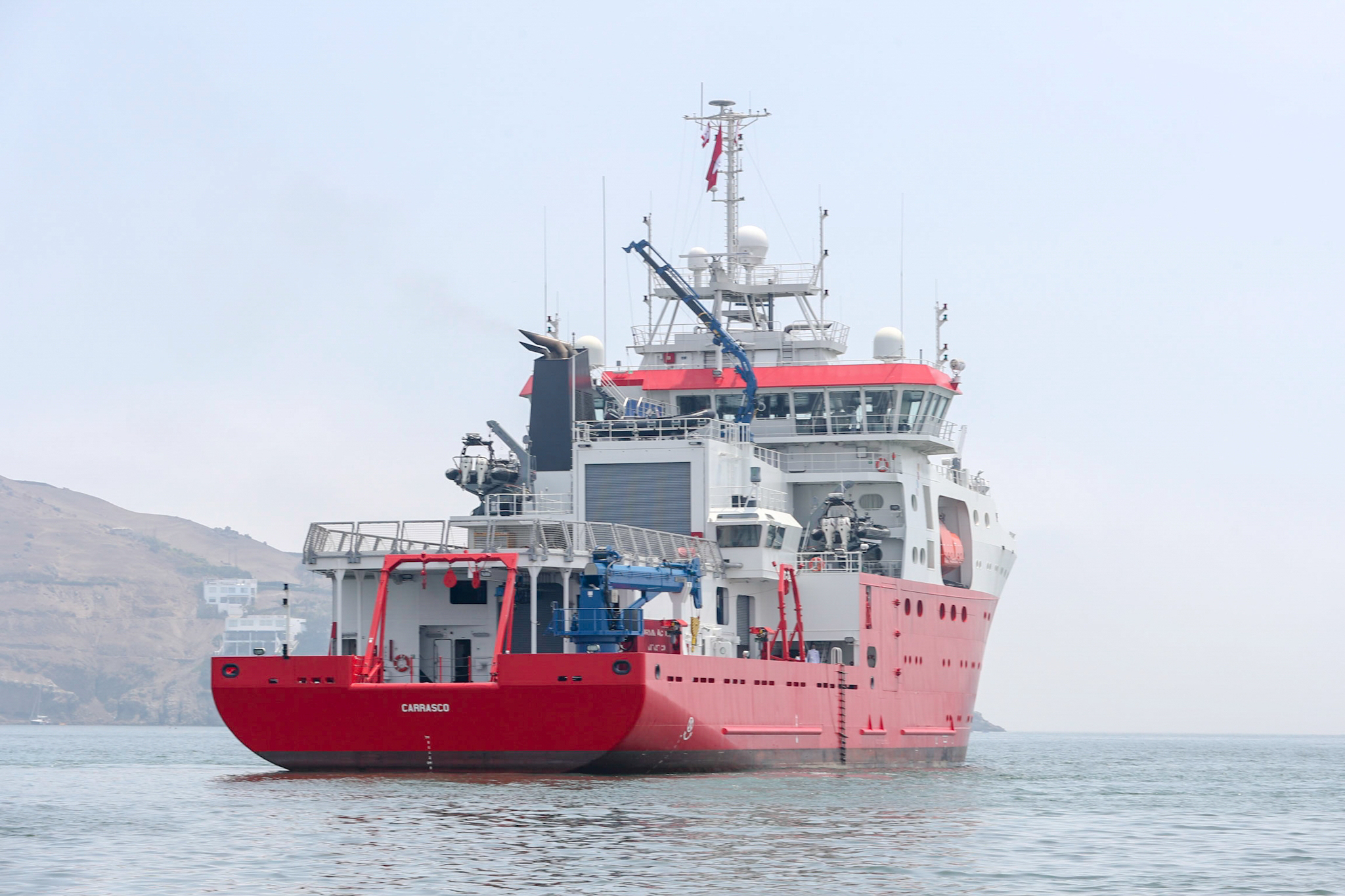
Повернення до Кальяо з експедиції ANTAR XXV.

Судно оснащене сучасним обладнанням, що робить його одним з найбільш передових в своєму класі в Латинській Америці.
На борту судна є два автономних підводних апарата «HUGIN» для проведення досліджень при максимальній робочій глибині до 3 км. У кормовій частині знаходиться дистанційно-керований апарат, який здатний проводити дослідження при максимальній робочій глибині 1 км., два телескопічні крани вантажопідйомністю одна тонна Для вивчення галузі морської біології він має науковий ехолот EK80 з п'ятьма перетворювачами 18, 38, 70, 120 і 200 кГц. У ньому також є складські склади, лазарет з обладнанням для основних хірургічних втручань та стоматології, лабораторія гідрографічного обстеження, лабораторія морської геології, лабораторія океанографії, хімічна лабораторія для дослідження зразків, лабораторія вологого та сухого стану, лабораторія океанографії та морської геології.

## Служба
14 грудня 2017 року корабель вирушив у першу місію до Антарктиди в рамках XXV експедиції АНТАР тривалістю 90 днів. Під час цієї поїздки екіпаж Карраско здійснив наукові дослідження, забезпечив обслуговування та постачання перуанської антарктичної бази Мачу-Пікчу та здійснив протокольні візити до інших антарктичних баз, повернувшись до своєї домашньої бази в Перу 14 березня 2018 року.